# Andreas (apostel)

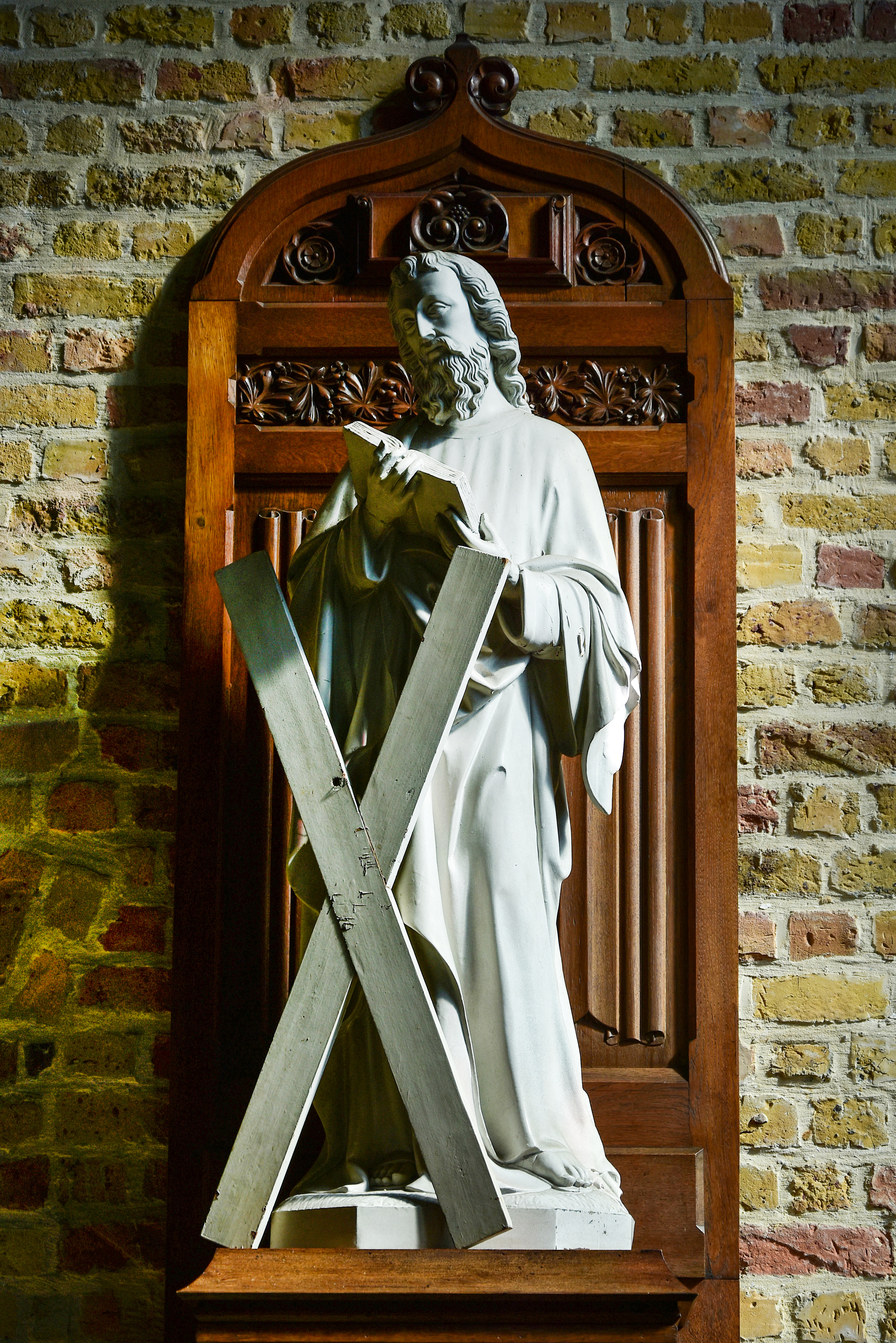
Andreas en het andreaskruis

Andreas (Grieks: Ανδρέας, Andreas, "de mannelijke", "de moedige"), in het Nederlands soms Sint-Andries, was volgens het Nieuwe Testament een van de twaalf apostelen van Jezus van Nazareth, net als zijn broer Petrus (Johannes 1:40,41). Hij wordt beschouwd als de stichter en eerste bisschop van de Kerk van Byzantium en wordt daarom als beschermheilige beschouwd van het Oecumenisch patriarchaat van Constantinopel.
Buiten het Nieuwe Testament komt Andreas voor in de Handelingen van Andreas en de Handelingen van Andreas en Mattias in de stad van de antropofagen.

## Biografie
Andreas werd geboren in Betsaïda (Johannes 1:44). Hij was een leerling van Johannes de Doper (Johannes 1:40,41) en net als zijn broer Petrus visser van beroep (Marcus 1:16). Er zijn aanwijzingen dat Jezus in het begin van zijn openbaar optreden in hetzelfde huis in Kapernaüm woonde als Petrus en Andreas (zie bijvoorbeeld Marcus 1:29).
Eusebius citeerde naar eigen zeggen Origenes om te vermelden dat Andreas in Scythië had gepredikt. De Nestorkroniek voegt hieraan toe dat hij predikte aan de Zwarte Zee en de Dnjepr tot aan Kiev. Basileios van Seleukeia zei te weten dat Andreas' missie zich uitstrekte tot Thracië, Scythië en Achaea.
Andreas werd in Achaia aan een X-vormig kruis gekruisigd (andreaskruis). Nadat hij door zeven soldaten zwaar was gegeseld, bonden zij zijn lichaam met koorden aan het kruis om zijn lijden te verlengen. Zijn volgelingen berichtten dat Andreas, toen hij naar het kruis werd geleid, de volgende woorden sprak: “Ik heb al lang naar dit gelukkige uur uitgekeken en heb dit al lang verwacht. Het kruis is ingezegend door het lichaam van Christus dat eraan heeft gehangen”. Twee dagen lang, totdat hij stierf, ging hij verder met het prediken tot zijn folteraars. Andreas koos voor deze langere weg aan het diagonale kruis omdat hij zich te onrein vond om te sterven als zijn meester Jezus, die aan het traditionele kruis stierf. Andreas zou begraven zijn in de Griekse stad Patras, waar hij nog steeds een bijzondere verering geniet.

## Opvolging
De patriarch van Constantinopel wordt beschouwd als de opvolger van Andreas, zoals de bisschop van Rome, d.i. de paus, de opvolger is van Petrus. De patriarch van Constantinopel geldt als de belangrijkste bisschop in de wereldwijde gemeenschap van Orthodoxe Kerken. Vandaar dat hij de Oecumenische Patriarch genoemd wordt; ‘oecumene’ komt van het Griekse woord voor ‘de bewoonde wereld’.

## Verering
Zijn naamdag is op 30 november. Deze dag is tevens een merkeldag waarbij de volgende weerspreuk hoort:
Als Sint-Andries onder sneeuw moet bukken, zal het volgend jaar geen koren lukken.
Andreas is de patroonheilige van Rusland, Schotland, Spanje, Griekenland, Sicilië, Neder-Oostenrijk, Bourgondië, Achaia, Napels, Ravenna, Brescia, Amalfi, Mantua, Pesaro, Avranches, Bordeaux, Wemeldinge, Aartrijke, Sint-Andries (Brugge), Patras, Berchtesgaden, Brunswijk, Hattem, Holstein, Katwijk, Lampertheim, Luxemburg, Minden, Plymouth, het bisdom Constantinopel, het bisdom Grand Rapids, de Schotse Orde van de Distel, de Orde van het Gulden Vlies en verder van de vissers, de vishandelaars, de zangers, de spinsters, de zeilers en de metselaars. Hij wordt aangeroepen tegen jicht, nekstijfheid, krampen en de rodeloop en verder voor huwelijksgeluk en kinderzegen.

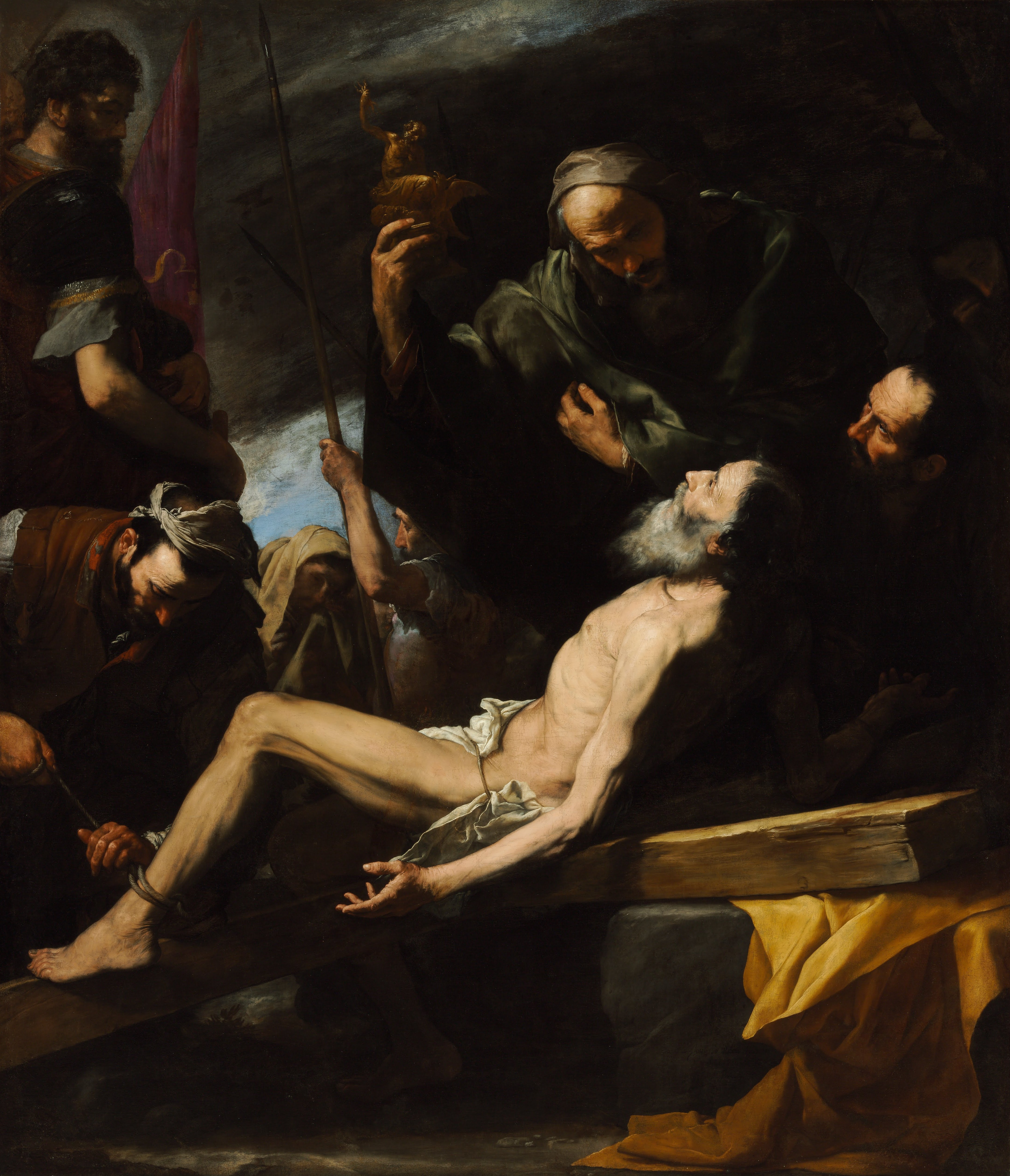
Het martelaarschap van de apostel Andreas - José de Ribera

De zondag op of rond 30 november begint meestal de eerste zondag van de Advent (tussen 27 november en 3 december).
Als het feest van de H. Andreas samenvalt met de eerste zondag van de Advent wordt hij gevierd op 29 november.

## De Orde van Sint-Andreas
De Orden van Sint-Andreas in Rusland en in Barbados en de Schotse Orde van de Distel gebruiken zijn naam, het andreaskruis of zijn afbeelding.
De Russische Federatie heeft als hoogste onderscheiding de "Orde van Sint-Andreas Protocletos", Protocletos betekent de eerstgenoemde, ingesteld.

## Galerij

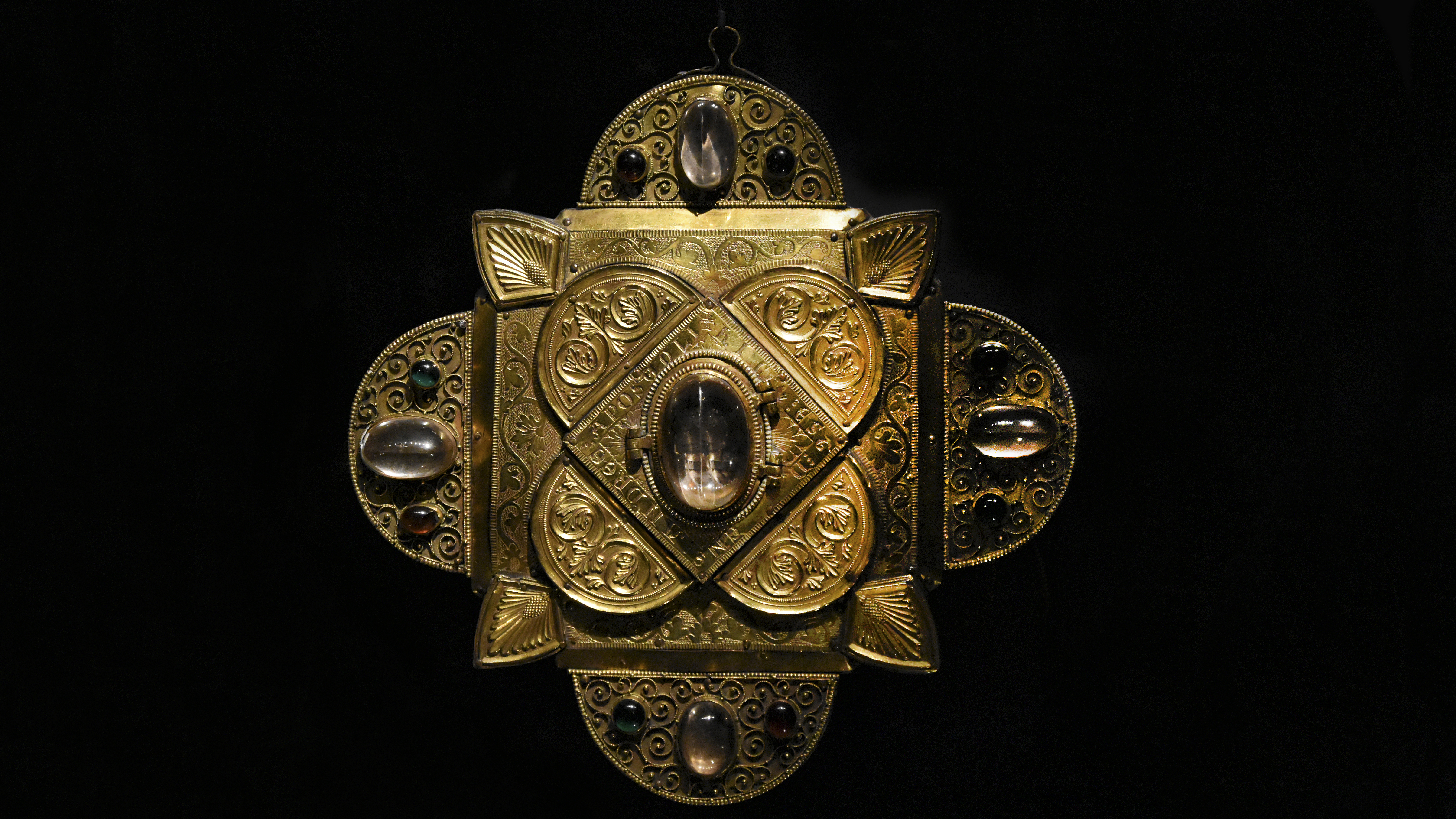
Fylacterion van de tand van Andreas, Kerkschat van Oignies
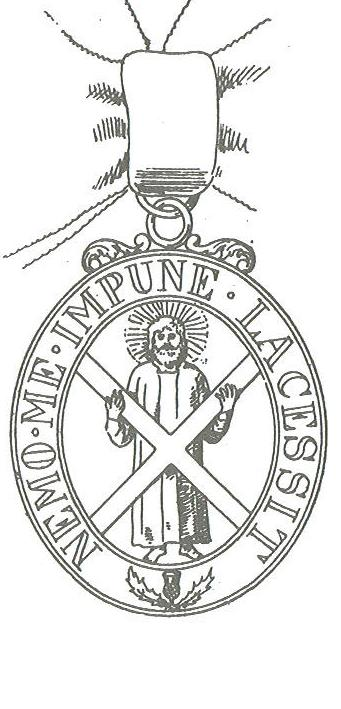
De Orde van de Distel

Zie:
- De "Orde van de Distel" (1460/1687)
- De "Orde van Sint-Andreas de Eerstgeroepene" (1698)
- De "Orde van Sint Andreas" van de Oosters-Orthodoxe kerk (1988)
- De "Orde van Sint-Andreas Protocletos" van de Russische Federatie (1992)
- De "Orde van Sint Andreas" van Barbados (1980)